# Felix Herzogenrath
Felix Herzogenrath (geboren am 22. Juni 1975 in Köln) ist ein deutscher Filmregisseur und Drehbuchautor.

## Werdegang

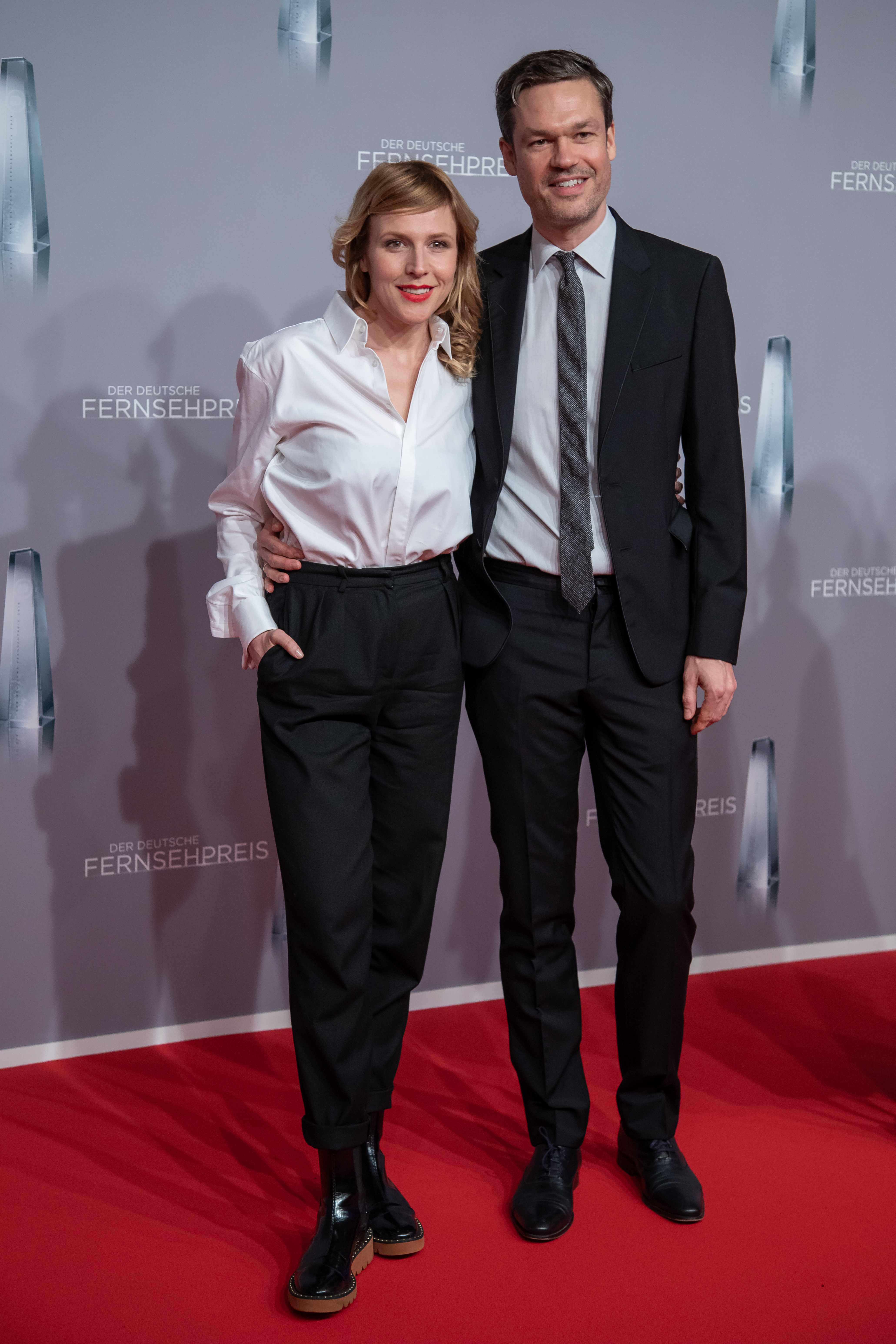
Franziska Weisz mit Felix Herzogenrath (2019)

Von 1996 bis 1999 studierte Felix Herzogenrath Kunstgeschichte und Literatur an der Freien Universität Berlin. Anschließend studierte er von 1993 bis 2003 an der privaten Hochschule School of the Arts der New York University. Er führte zunächst Regie und schrieb das Drehbuch des US-amerikanischen Kurzfilms Das Leuchten der Dinge (2003). Der Film wurde auf verschiedenen Festivals in Nordamerika gezeigt. Ab 2005 führte er Regie bei über 20 Folgen der deutschen Fernsehserie Großstadtrevier. Von Januar bis April 2007 absolvierte Herzogenrath ein Gaststipendium der Villa Aurora in Los Angeles. Sein Drehbuchprojekt Olympia erreichte das Finale des Sundance Instituts. Nach dem Studium ging er zurück nach Berlin. Beim Studio Hamburg arbeitete er als Regisseur.
Seit 2004 inszeniert er in Deutschland eine Vielzahl von erfolgreichen Serien und Fernsehfilme. Zusammen mit Autoren entwickelt Stoffe für den internationalen Markt und das deutsche Fernsehen.
Herzogenrath lebt in Berlin und ist mit der Schauspielerin Franziska Weisz verheiratet. Er ist Mitglied im Bundesverband Regie (BVR).

## Filmografie/Aktuelle Produktionen (Auswahl)
- 2003: Das Leuchten der Dinge (The Inner Glow of Things) (Kurzfilm)
- 2005–2012: Großstadtrevier (Fernsehserie, 22 Folgen)
- 2009–2013: SOKO Wismar (Fernsehserie, 8 Folgen)
- 2010: Katie Fforde – Glücksboten (Filmreihe)
- 2012–2013: Die Bergretter (Fernsehserie, 5 Folgen)
- 2013–2014: Letzte Spur Berlin (Fernsehserie, 4 Folgen)
- 2014: Der Bergdoktor – Schuld (Fernsehserie)
- 2015: Katie Fforde – Das Weihnachtswunder von New York (Filmreihe)
- 2015: Ein Fall für zwei (Fernsehserie, 2 Folgen)
- 2015: Sibel & Max (Fernsehserie, 4 Folgen)
- 2016: Gefangen im Paradies
- 2017: Nord bei Nordwest – Waidmannsheil (Filmreihe)
- 2018: Der Staatsfeind (Fernsehzweiteiler)
- 2019: 23 Morde – Bereit für die Wahrheit? (Fernsehserie, 3 Folgen)
- 2019: Nord bei Nordwest – Frau Irmler (Filmreihe)
- 2020: Nord bei Nordwest – In eigener Sache (Filmreihe)
- 2020: Tatort Köln – Kein Mitleid, keine Gnade (Filmreihe)
- 2020: Der Usedom-Krimi: Nachtschatten (Filmreihe)
- 2020: Der Usedom-Krimi: Vom Geben und Nehmen (Filmreihe)
- 2021: Der Usedom-Krimi: Entführt (Filmreihe)
- 2021: Das Lied des toten Mädchens (Fernsehfilm)
- 2022: Der Taunuskrimi: Muttertag (Filmreihe)
- 2022: Wolfsland: Das dreckige Dutzend
- 2023: Nord bei Nordwest – Canasta
- 2023: Nord bei Nordwest – Natalja
- 2024: Lost in Fuseta – Spur der Schatten
- 2024: Alle Jahre wieder (Fernsehfilm)
- 2025: Nord bei Nordwest – Haare? Hartmann!

## Nominierungen und Auszeichnungen
- 2019 mit dem Mehrteiler Der Staatsfeind für den Deutschen Fernsehpreis 2020
- 2007 mit Villa Aurora für ein Gaststipendium in Los Angeles
- 2003 mit Olympia nach E. T. A. Hoffmann Finalist beim Sundance Film Institute Script Lab

2002/2003 mit dem Kurzfilm The inner glow of Things/Das Leuchten der Dinge:
- platinum award für „best narrative short“ beim Houston Filmfest
- Nominierung „best narrativ short“ und „best cinematography“ ifct festival New York
- NYU Ross memorial production award / official selection Tribecca Filmfest
- Finalist Kunstfilm Biennale Köln und beim Internationalen Bremer Symposium zum Film[5]

## Privates
Seit 2015 ist Felix Herzogenrath mit der österreichischen Schauspielerin Franziska Weisz verheiratet, die er 2012 bei Dreharbeiten zur ZDF-Serie Die Bergretter kennengelernt hatte.